# 周大謨
周大谟（？—？年），字文啓，號小山，福建鎮海衛軍籍莆田縣人。明朝政治人物。

## 生平
正德二年（1507年）癸酉科福建乡试第八名舉人，九年（1514年）甲戌科会试第二名，二甲第133名進士，大谟博学能文，以“诗经”魁礼闱。告归，终养，未仕卒。

## 家族
父周瑛，四川右布政使。